# Brditschka HB-23
Brditschka HB 23 et et motorsvævefly, der har været produceret Østrig i perioden 1985-90. 
Motorsvæveflyet er designet af Heino Brditschka. 
| Luftfart | Spire Denne artikel om flyvning er en spire som bør udbygges. Du er velkommen til at hjælpe Wikipedia ved at udvide den. |